# Кориліс цейлонський
Кори́ліс цейлонський (Loriculus beryllinus) — вид папугоподібних птахів родини Psittaculidae. Ендемік Шрі-Ланки.

## Опис
Довжина птаха становить 13 см. Забарвлення переважно зелене. У дорослих птахів тім'я і нижня частина спини червоні. Потилиця і спина мають оранжевий відтінок. Підборіддя і горло блакитнуваті. Дзьоб червоний, очі білуваті. У молодих птахів оранжевий відтінок спини відсутній, а на тімені він слабо виражений. Нижня частина спини у них темніша. Горло у них блакитнувате, дзьоб оранжевий, очі карі.

## Поширення і екологія
Цейлонські кориліси живуть в тропічних лісах Шрі-Ланки, а також в чагарникових заростях і садах. Зустрічаються на висоті до 1600 м над рівнем моря. Ведуть деревний спосіб життя, майже ніколи не спускаються на землю. В негніздовий період утворюють невеликі зграйки. Живляться плодами, насінням і квітками. Гніздяться в дуплах дерев. В кладці 2-3 яйця.

## В культурі
Цейлонські кориліси були зображені на поштовій марці Шрі-Ланки, а також на банкноті номіналом 1000 шрі-ланкійських рупій (серія 2010 року).